# Anisodes incerta
Anisodes incerta là một loài bướm đêm trong họ Geometridae.